# Hector Tiberghien
Hector Tiberghien (Wattrelos, 18 februari 1890 - Neuilly-sur-Seine, 16 augustus 1951) was een Belgisch wielrenner. Hij was beroepsrenner van 1911 tot 1914 en van 1919 tot 1924. Hij won Parijs-Tours in 1919. Hij deed ook 8 maal mee aan de Ronde van Frankrijk.
Tiberghien bezat de Belgische nationaliteit maar werd geboren in Wattrelos, net over de Franse grens, en woonde daar ook, in de wijk La Houzarde. Hij was bevriend met de wielrenners Henri en Francis Pélissier. In de Ronde van Frankrijk van 1920 stapte hij uit de wedstrijd uit solidariteit met Henri Pélissier. Zijn beste prestatie in de Ronde van Frankrijk was in de editie van 1923. In de eerste etappe, 381 km lang, eindigde hij vierde en hij wist die plaats tot in Parijs te behouden. Hij eindigde op anderhalf uur van winnaar Henri Pélissier.

## Resultaten in voornaamste wedstrijden
| Jaar | Ronde van Italië | Ronde van Frankrijk | Ronde van Spanje |
| ---- | ---------------- | ------------------- | ---------------- |
| 1912 |                  | 7e                  |                  |
| 1913 |                  |                     |                  |
| 1914 |                  | 19e                 |                  |
| 1919 |                  | opgave              |                  |
| 1920 |                  | opgave              |                  |
| 1921 |                  | 5e                  |                  |
| 1922 |                  | 6e                  |                  |
| 1923 |                  | 4e                  |                  |
| 1924 |                  | 10e                 |                  |

| Jaar | Parijs-Roubaix | Parijs-Tours |
| ---- | -------------- | ------------ |
| 1912 | 23e            |              |
| 1913 | 24e            |              |
| 1914 | 43e            | 9e           |
| 1919 |                | ↑            |
| 1920 |                |              |
| 1921 | 7e             |              |
| 1922 |                | 4e           |
| 1923 | 7e             | ↑            |
| 1924 |                |              |

- Bibliothèque nationale de France: cb14974469r (data)
- International Standard Name Identifier: 0000 0004 5095 6393
- Virtual International Authority File: 316737083